# Túnel Trasandino Olmos
El túnel Trasandino Olmos, situado en el norte del Perú cerca al Abra de Porculla, mide 19.3 km de longitud, tiene 5.33 m de diámetro y está situado a unos 1000 metros de altura, y sirve para el trasvase de las aguas del río Huancabamba de la vertiente del Atlántico hacia la vertiente del Pacífico. Al atravesar la Cordillera de los Andes el túnel pasa bajo una montaña de 3000 metros de altura, teniendo el récord de 2000 metros de cobertura.
Forma parte del Proyecto Olmos y fue construido por la Concesionaria Trasvase Olmos en el marco del contrato de concesión suscrito en el 2004. El túnel trasandino se culminó de construir en diciembre del 2011.  Su excavación se realizó, por uno de sus extremos, mediante el uso de una máquina perforadora de túneles (TBM por sus siglas en inglés - Tunnel Boring Machine).

## Tunnel Boring Machine (TBM)
Es una máquina perforadora de túneles, TBM, de última generación, especialmente diseñada para el trabajo en las condiciones que la obra exige. La que opera en la obra de trasvase del proyecto Olmos tiene las siguientes características básicas:
- cabeza de corte: 5.33 m de diámetro
- peso total del equipo: más de 1000 t.
- longitud total del equipo: 320 m.

Esta máquina cuenta con los implementos necesarios para la perforación del Túnel Trasandino, que le permiten ejecutar las obras de sostenimiento y revestimiento definitivo del túnel, en paralelo a la excavación del mismo. Así, de en una sola pasada, se logra ver las obras definitivas del túnel.